# 이암 (고려)
이암(李嵒, 1297년 ~ 1364년)은 고려 말의 문신이다. 본관은 고성(固城), 호는 행촌(杏村), 시호는 문정(文貞)이다. 행촌이란 호는 자신이 유배되었던 강화도의 마을 이름을 따서 지었다. 원래 이름은 이군해(李君侅), 자는 익지(翼之)이며 후에 이름을 암(嵒), 자를 고운(古雲)으로 고쳤다.
그는 고려 고종 때 문과에 합력하여 승문원 학사를 지낸 진(瑨)의 증손자이며, 고려국 판밀직사사 감찰대부(高麗國 判密直司事監察大夫), 문한(文翰)학사, 진현관(進賢館) 대제학(大提學) 등을 역임한 존비(尊庇)의 손자로, 경상도 김해와 강원도 회양 부사를 지낸 철원군(鐵原君) 우(瑀)의 장남이다. 도촌(桃村) 이교(李嶠)가 그의 동생이다. 이들의 가문은 왕실과 혼인할 수 있는 누대공신재상지종(累代功臣宰相之種) 문벌가였으며, 조선 개창에도 많은 공헌을 하였다. 이후 세종 때 영의정을 지낸 이원(李原)을 비롯하여 조선 초기와 조선 중기에 이르기까지 많은 문관과 무관을 배출하면서 조선의 명족이 되었다.
이암은 백이정(白頤正, 1247년∼1323년) 문하에서 수학하며 당시 최고 서체로 추앙받던 조맹부의 송설체를 터득하여 13세에 명필이 되었다. 2년 후 이 소식을 들은 원나라의 무종(武宗)이 이암에게 불교의 묘법연화경(妙法蓮華經)을 써서 바치라고 명하자 이암은 10첩을 써서 보냈다. 무종이 ‘천하일필(天下一筆)’이라 칭찬하고 1첩을 돌려주었다. 현재 그 연화경의 반쪽이 후손에게 전해지고 있다. 근래에 일제 강점기 반출 문화재 환수 등 사회적 관심에 따라 그의 글씨에 대한 연구와 평가가 활발해지고 있다. 이암은 서예가로서뿐만 아니라 시와 그림에도 뛰어났다.

## 생애
- 10세 강화도 마리산 보제사(普濟寺)에 들어가 학동초당(鶴洞草堂)을 짓고 3년 동안 유가 경전과 우리 고대사 기록을 탐독함
- 17세 충선왕 즉위년(1313년)에 과거(문과) 급제
- 18세 경전을 비롯한 여러 문헌을 관리하는 비서성(秘書省)의 교감(校勘)에 임명
- 36세 강화도 귀양
- 39세 유배에서 방면. 천보산 태소암에서 1년간 거하면서 《태백진훈(太白眞訓)》과 《단군세기(檀君世紀)》지음
- 44세 성균대사성(成均大司成)에 임명
- 56세 철원군에 봉해짐. 서연(書筵)에서 경서와 예법에 관한 시독(侍讀)을 맡음
- 57세 공민왕 2년(1353년)에 청평산에 입산
- 62세 공민왕 7년(1358년) 수문하시중(중守門下侍中)에 임명
- 63세 공민왕 8년(1359년) 서북면(西北面) 병마도원수(兵馬都元帥)가 되어 4만 명의 홍건적을 물리침
- 67세 관직에서 물러나 강화도 홍행촌(紅杏村)에 해운당(海雲堂)이라는 집을 지음
- 68세 병으로 사망 (1364년)

## 가족관계
- 증조모 : 남포 백씨(藍浦 白氏) 예부낭중(禮部郞中) 증(贈) 우복야(右僕射) 백경선(白景瑄)의 딸
- 조부의 외숙: 백문절(白文節, ? ~ 1282년) 국학대사성(國學大司成) 보문각학사(寶文閣學士)
- 조부 : 이존비(李尊庇, 1233년 ∼ 1287년) 판밀직사사(判密直司事)
  - 부 : 이우(李瑀)
    - 아들 : 이강(李岡, 1333년 ~ 1380년) 밀직부사
      - 손자 : 이원(李原, 1368년 ~ 1429년)

## 저서 및 유물
- 《태백진훈(太白眞訓)》
- 《단군세기(檀君世紀)》
- 원(元)의 농서(農書)인 《농상집요(農桑輯要)》를 고려에 소개
- 청평사 문수원 사시장경비 (文殊寺施藏經碑) - 31세(1327년) 때 쓴 비문

## 같이 보기
- 공민왕
- 백문보
- 홍건적의 난

## 참고 문헌 및 링크
- 이암 묘지명(鉄城府院君李文貞公墓誌銘) - 현존하지 않으나, 이색의 《목은문고》에 수록
- <행촌 회보>, “행촌 이암 연보”, 2001.5.
- 이익주, ‘행촌 이암의 생애와 정치활동’, 『행촌 이암의 생애와 사상』 1집
- <경향신문>, “서예가열전 ⑤, 고려후기 이암”, 2006.8.18.